# Wilhelm Piepenbrink
Wilhelm Piepenbrink (* 22. August 1897 in Elberfeld; † 27. Juli 1960) war ein deutscher Politiker der FDP.

## Ausbildung und Beruf
Wilhelm Piepenbrink absolvierte das Realgymnasium. Von 1914 bis 1918 war er im Ersten Weltkrieg Soldat. Von 1920 bis 1923 studierte er Staatswissenschaften und Volkswirtschaft an den Universitäten Berlin und Erlangen. 1923 wurde er in Erlangen zum Dr. rer. pol. promoviert. Ab 1923 war er Steuersyndikus bei der Landwirtschaftskammer Lippe-Detmold. Bis 1929 war er als Chefredakteur im Zeitungswesen tätig. Ab 1930 arbeitete er als Färber im elterlichen Betrieb. Von 1939 bis 1945 leistete er Kriegsdienst und war in Kriegsgefangenschaft. Nach 1945 wurde er im wirtschaftlichen Beratungswesen tätig. Ab 1946 fungierte er als Vorsitzender des Bergischen Färber- und Bleicher-Verbandes.

## Politik
Wilhelm Piepenbrink war ab 1948 Stadtverordneter in Wuppertal. Er war dort Fraktionsvorsitzender der Nationalen Rechten.
Wilhelm Piepenbrink war vom 5. Juli 1950 bis zum 4. Juli 1954 und vom 3. Juni 1957 bis zum 12. Juli 1958 Mitglied des Landtages von Nordrhein-Westfalen. In den 2. Landtag zog er über die Landesliste der FDP ein, in den 3. Landtag rückte er nach.
Gewählt als Vertreter der Nationalen Rechten auf der Landesreserveliste der FDP war er Hospitant der FDP-Fraktion. Piepenbrink trat der FDP bei und wechselte am 24. Januar 1954 zur FDP-Fraktion.